# Manchester Metrolink
Die Manchester Metrolink ist eine seit 1992 bestehende und seither weiter ausgebaute Stadtbahn im Großraum Manchester in England. Das Metrolink-Netz besteht aus sieben Linien, die 92 Streckenkilometer und 93 Stationen umfassen; die Linien verbinden das Zentrum Manchesters mit Endpunkten in Altrincham, Ashton-under-Lyne, Bury, Didsbury, Eccles, Rochdale, Shaw and Crompton sowie dem Flughafen von Manchester. Es ist das größte Stadtbahnnetz in Großbritannien.
Metrolink ist im Besitz von Transport for Greater Manchester (TfGM), dem für den ÖPNV im Großraum Manchester zuständigen Aufgabenträger, und wird im Rahmen eines Verkehrsvertrags seit dem 15. Juli 2017 von KeolisAmey (Joint-Venture von Keolis und Amey, Tochterunternehmen von Ferrovial) betrieben. Bis dahin war der Betreiber die französische RATP, die zum 1. August 2011 den bisherigen Betreiber Stagecoach abgelöst hatte. Im Zentrum Manchesters und auf den Streckenästen nach Eccles und Ashton-under-Lyne verkehren die Metrolink-Züge straßenbahnähnlich, mit hieraus resultierenden geringen Reisegeschwindigkeiten. Mit diesen Teilstrecken steht Metrolink für die Wiederbelebung der Straßenbahn im Vereinigten Königreich; dreißig Jahre lang hatte es solche nur noch in Blackpool gegeben. Ein Großteil der anderen Netzabschnitte sind ehemalige Vororteisenbahnen auf exklusivem Gleiskörper, auf denen die Höchstgeschwindigkeit von 80 km/h erreicht wird.

## Vorläufer
Das erste Straßenbahnzeitalter in Manchester hatte von 1877 bis 1949 gedauert. Die ersten Pferdebahnen waren von der Manchester Suburban Tramways Company eingesetzt worden, die 1880 mit der größten örtlichen Busgesellschaft zur Manchester Carriage and Tramways Company fusionierte. Die betrieb, teils direkt, teils durch Verpachtung der Bahnen an private Betreiber, fast das gesamte Netz. Dann elektrifizierte die städtische Gesellschaft der Manchester Corporation Tramways von 1901 bis 1903 das Netz. 1930 wurde erstmals eine Tramlinie durch Motorbusse ersetzt, ab 1938 weitere durch Trolleybusse. Nach dem Zweiten Weltkrieg erfolgte ein rapider Ersatz durch Busse mit Verbrennungsmotor, die letzte Tramlinie wurde 1949 geschlossen, die letzte Obuslinie 1966.

## Baugeschichte
Über Jahrzehnte gab es Pläne, die beiden Hauptbahnhöfe Manchesters, Piccadilly im Südosten und Victoria im Norden des Stadtzentrums, miteinander zu verbinden. In den 1960er und 1970er Jahren war der Picc-Vicc-Eisenbahntunnel geplant, dieses Projekt wurde dann jedoch wegen zu hoher Kosten fallengelassen. Ende der 1980er Jahre musste die Stromversorgung der Bahnlinie von Manchester-Victoria nach Bury dringend erneuert werden; hier gab es Stromschienen. Anstatt das System durch ein gleichartiges zu ersetzen, wurde beschlossen, Oberleitungen zu installieren. Darüber hinaus sollten die beiden Hauptbahnhöfe oberirdisch durch eine straßenbahnähnliche Strecke miteinander verbunden und so die Basis zum Aufbau einer Stadtbahn geschaffen werden.

### Die erste Strecke
Die erste Bauphase umfasste die Strecke von Bury über Manchester-Victoria nach Altrincham mit einer Zweigstrecke zum Bahnhof Piccadilly. Die Baugenehmigung wurde im Januar 1988 erteilt, der Bau des Straßenbahnabschnitts begann im März 1990. Der Metrolink-Betrieb zwischen Bury und Victoria wurde am 6. April 1992 aufgenommen, am 27. April 1992 folgte die Innenstadtstrecke von Victoria nach G-Mex (dem ehemaligen Bahnhof Manchester Central) und am 15. Juni 1992 die Strecke von G-Mex nach Altrincham. Die offizielle Eröffnung durch Königin Elisabeth II. erfolgte am 17. Juli 1992, drei Tage später ging die Zweigstrecke zum Bahnhof Piccadilly in Betrieb. Der Haltepunkt G-Mex wurde 2010 umbenannt in Deansgate-Castlefield, da zuvor die Veranstaltungshalle G-MEX Centre in Manchester Central Convention Complex umbenannt worden war.

### Weiterer Ausbau des Netzes
Die weiteren Bauphasen wurden nummeriert, jedoch ergaben sich später Änderungen in der Reihenfolge der Realisierungen, sodass mit Buchstabenzusätzen in der Nummerierung gearbeitet wurde; dieser Artikel verzichtet bewusst auf diese Nummerierungen.
- Der Bau einer Zweigstrecke von Cornbrook über den ehemaligen Hafen von Salford nach Eccles. Der Betrieb wurde in zwei Schritten aufgenommen, am 6. Dezember 1999 bis Broadway und am 21. Juli 2000 zur Endstation Eccles. Am 20. September 2010 wurde eine zwischen den Haltestellen Harbour City und Broadway abzweigende Stichstrecke zur MediaCityUK in Betrieb genommen.
- Eine Neubaustrecke von Trafford Bar an der Strecke nach Altrincham bis St Werburgh’s Road. Diese wurde am 7. Juli 2011 in Betrieb genommen. Auf der Verlängerung nach East Didsbury startete der Betrieb am 23. Mai 2013.
- Umbau einer bereits bestehenden Bahnlinie von Victoria über Oldham nach Rochdale mit einzelnen straßenbahnähnlichen Abschnitten. Der Betrieb von Victoria bis zur temporären Endstelle Oldham Mumps wurde am 13. Juni 2012 aufgenommen. Am 16. Dezember desselben Jahres wurde die Strecke bis Shaw and Crompton verlängert, am 28. Februar 2013 bis Rochdale Railway Station. Die Verlängerung bis Rochdale Town Centre folgte am 31. März 2014. Schon am 27. Januar 2014 war die Strecke innerhalb Oldhams verlegt worden und die Haltestellen Westwood, Oldham King Street und Oldham Central hatten den Betrieb aufgenommen.
- Verlängerung der Zweigstrecke nach Piccadilly bis Ashton-under-Lyne. Die Teilstrecke bis zur Station Droylsden wird seit dem 11. Februar 2013, die Gesamtstrecke bis Ashton-under-Lyne seit dem 9. Oktober 2013 im Linienbetrieb befahren.[5]
- Eine Neubaustrecke ab St Werburgh’s Road zum Manchester Airport. Diese wurde im November 2014 eröffnet.
- Die zweite Innenstadtquerung (Second City Crossing) wurde Ende Februar 2017 in Betrieb genommen. Die 185 Millionen Pfund teure Strecke ermöglicht mehr Verbindungen durch das Stadtzentrum und soll die Pünktlichkeit und Zuverlässigkeit im Fahrbetrieb erhöhen, da bei Problemen im Bereich Piccadilly Gardens nun eine Ausweichstrecke zur Verfügung steht. Die Strecke wurde mit mehreren Monaten Verspätung gegenüber dem ursprünglichen Plan eröffnet, nachdem 2015 der Friedhof der nicht mehr existierenden Cross Street Chapel aus dem 18. Jahrhundert unter der Cross Street entdeckt worden war und Archäologen die sterblichen Überreste bargen.[2]

## Linien
Im aktuellen Fahrplan verkehren folgende Linien (Stand April 2018), die teilweise mit Farben unterschieden werden:
| Linie | Linienführung |
| ----- | --- |
|       | Altrincham – Navigation Road – Sale – Stretford – Old Trafford – Trafford Bar – Cornbrook – Deansgate-Castlefield – St Peter’s Square – Market Street – Shudehill – Victoria – Crumpsall – Prestwich – Besses o’ th’ Barn – Whitefield – Radcliffe – Bury Betrieb nur montags bis samstags tagsüber |
|       | Altrincham – Navigation Road – Sale – Stretford – Old Trafford – Trafford Bar – Cornbrook – Deansgate-Castlefield – St Peter’s Square – Piccadilly Gardens – Piccadilly |
|       | Eccles – Broadway (– MediaCityUK) – Harbour City – Salford Quays – Cornbrook – Deansgate-Castlefield – St Peter’s Square – Piccadilly Gardens – Piccadilly – Etihad Campus – Droylsden – Audenshaw – Ashton Moss – Ashton West – Ashton-under-Lyne Die Haltestelle MediaCityUK wird nur außerhalb der Betriebszeiten der Linie MediaCityUK–Ashton-under-Lyne, das heißt sonntags, sowie im frühmorgendlichen und spätabendlichen Verkehr montags bis freitags, bedient. |
|       | MediaCityUK – Harbour City – Salford Quays – Cornbrook – Deansgate-Castlefield – St Peter’s Square – Piccadilly Gardens – Piccadilly – Etihad Campus – Droylsden – Audenshaw – Ashton Moss – Ashton West – Ashton-under-Lyne Betrieb nur montags bis samstags tagsüber |
|       | Bury – Radcliffe – Whitefield – Besses o’ th’ Barn – Prestwich – Crumpsall – Victoria – Shudehill – Market Street – Piccadilly Gardens – Piccadilly |
|       | East Didsbury – Didsbury Village – West Didsbury – St Werburgh’s Road – Trafford Bar – Cornbrook – Deansgate-Castlefield – St Peter’s Square – Exchange Square – Victoria – Failsworth – Oldham Central – Oldham Mumps – Shaw and Crompton – Rochdale Railway Station – Rochdale Town Centre |
|       | East Didsbury – Didsbury Village – West Didsbury – St Werburgh’s Road – Trafford Bar – Cornbrook – Deansgate-Castlefield – St Peter’s Square – Exchange Square – Victoria – Failsworth – Oldham Central – Oldham Mumps – Shaw and Crompton Betrieb nur montags bis samstags tagsüber |
|       | Manchester Airport – Wythenshawe Town Centre – Sale Water Park – St Werburgh’s Road – Trafford Bar – Cornbrook – Deansgate-Castlefield – Market Street – Victoria Nachtverkehr zwischen Manchester Airport und Deansgate-Castlefield im 20-Minuten-Takt. |
|       | intu Trafford Centre – Mosley, Village – Imperial War Museum – Pomona – Cornbrook |

Auf dem Netz der Manchester Metrolink verkehren neun Linien, dabei bilden die Linien Altrincham–Piccadilly, Eccles–Ashton-under-Lyne, Bury–Piccadilly, East Didsbury–Rochdale, Victoria–Manchester Airport und intu Trafford Centre–Cornbrook die Hauptlinien. Die Linie MediaCityUK–Ashton-under-Lyne verstärkt die Linie Eccles–Ashton-under-Lyne auf einem Teilabschnitt, wobei die mit einem Gleisdreieck an die Strecke nach Eccles angebundene Haltestelle MediaCityUK nur von der Linie MediaCityUK–Ashton-under-Lyne bedient wird. Verkehrt diese nicht, befährt die Linie Eccles–Ashton-under-Lyne die Haltestelle als Stichfahrt. Die Linie Altrincham–Bury verstärkt die Linien Altrincham–Piccadilly und Bury–Piccadilly; die Linie East Didsbury–Shaw and Crompton die Linie East Didsbury–Rochdale. Auf der Linie Victoria–Manchester Airport findet zudem Nachtverkehr zwischen Deansgate-Castlefield und Manchester Airport statt, um den Flughafen anzubinden. Der Grundtakt des Netzes ist der 12-Minuten-Takt, lediglich auf den nächtlichen Kursen der Linie Victoria–Manchester Airport wird im 20-Minuten-Takt gefahren.
Bis Januar 2019 wurden die Straßenbahnlinien mit Nummern, bis Januar 2018 mit Buchstaben bezeichnet: Altrincham–Bury (1, vorher A), Altrincham–Piccadilly (2, vorher B), Eccles–Ashton-under-Lyne (3, vorher E), Bury–Piccadilly (4, vorher C), East Didsbury–Rochdale (5, vorher G), East Didsbury–Shaw and Crompton (5, vorher H), Victoria–Manchester Airport (6, vorher F), MediaCityUK–Ashton-under-Lyne (7, vorher D). Vor der Netzumstellung Ende Februar 2017 verkehrten zudem noch die Linien I, J und K.

## Fahrzeuge

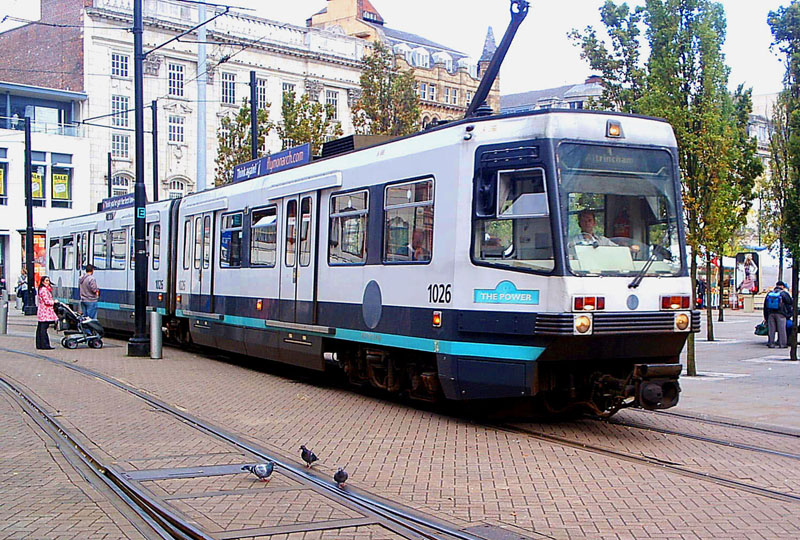
Stadtbahntyp T-68 im Stadtzentrum von Manchester

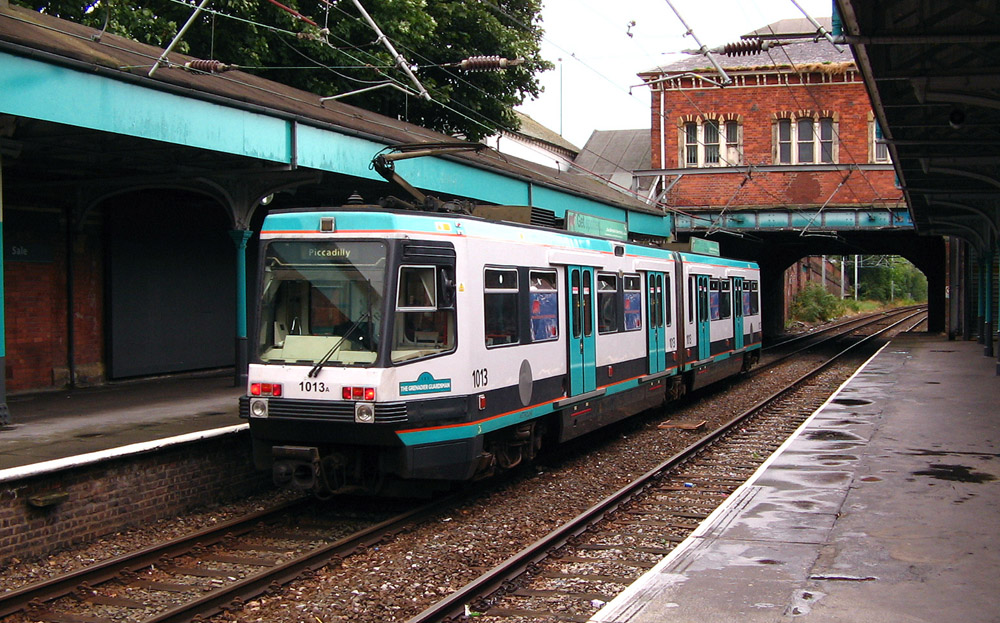
Im Bahnhof Sale

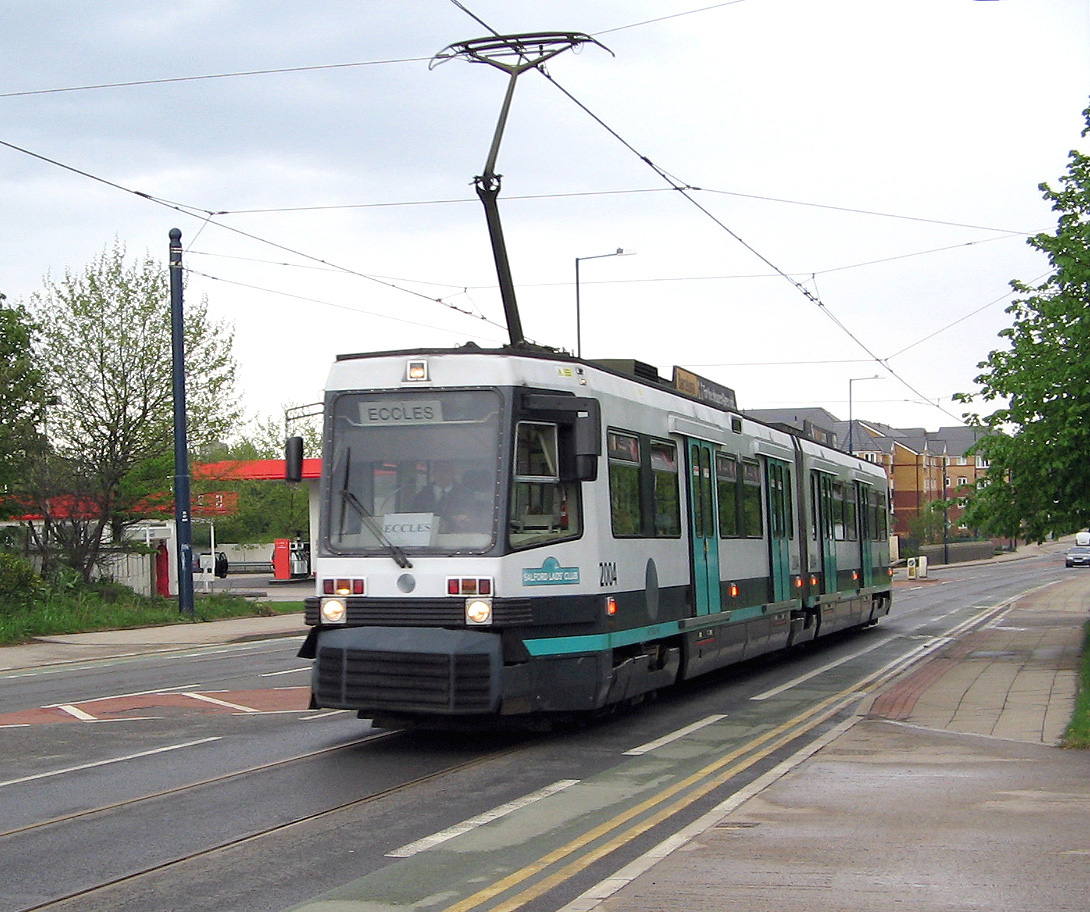
In der Nähe von Eccles

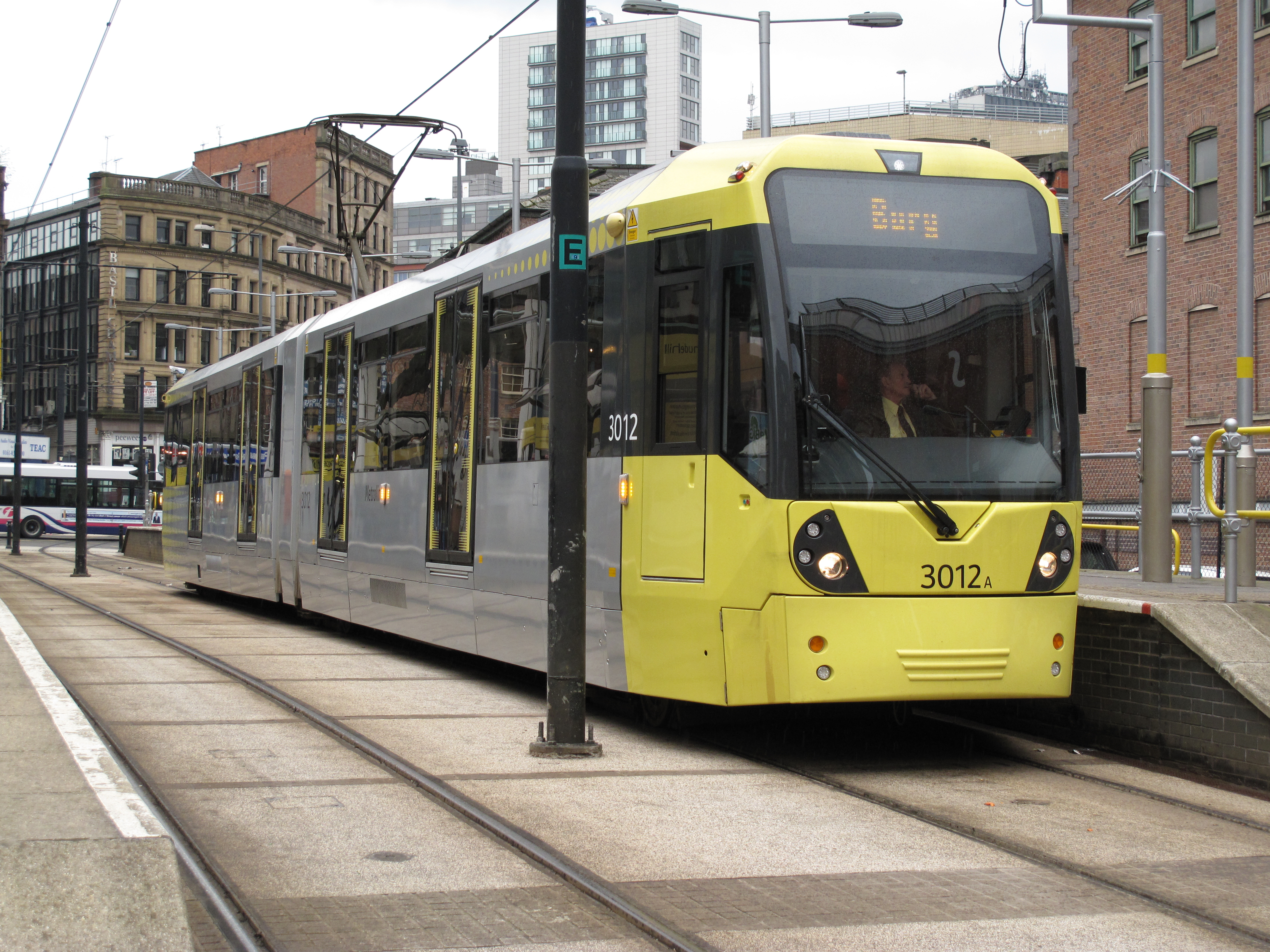
Stadtbahn vom Typ M5000

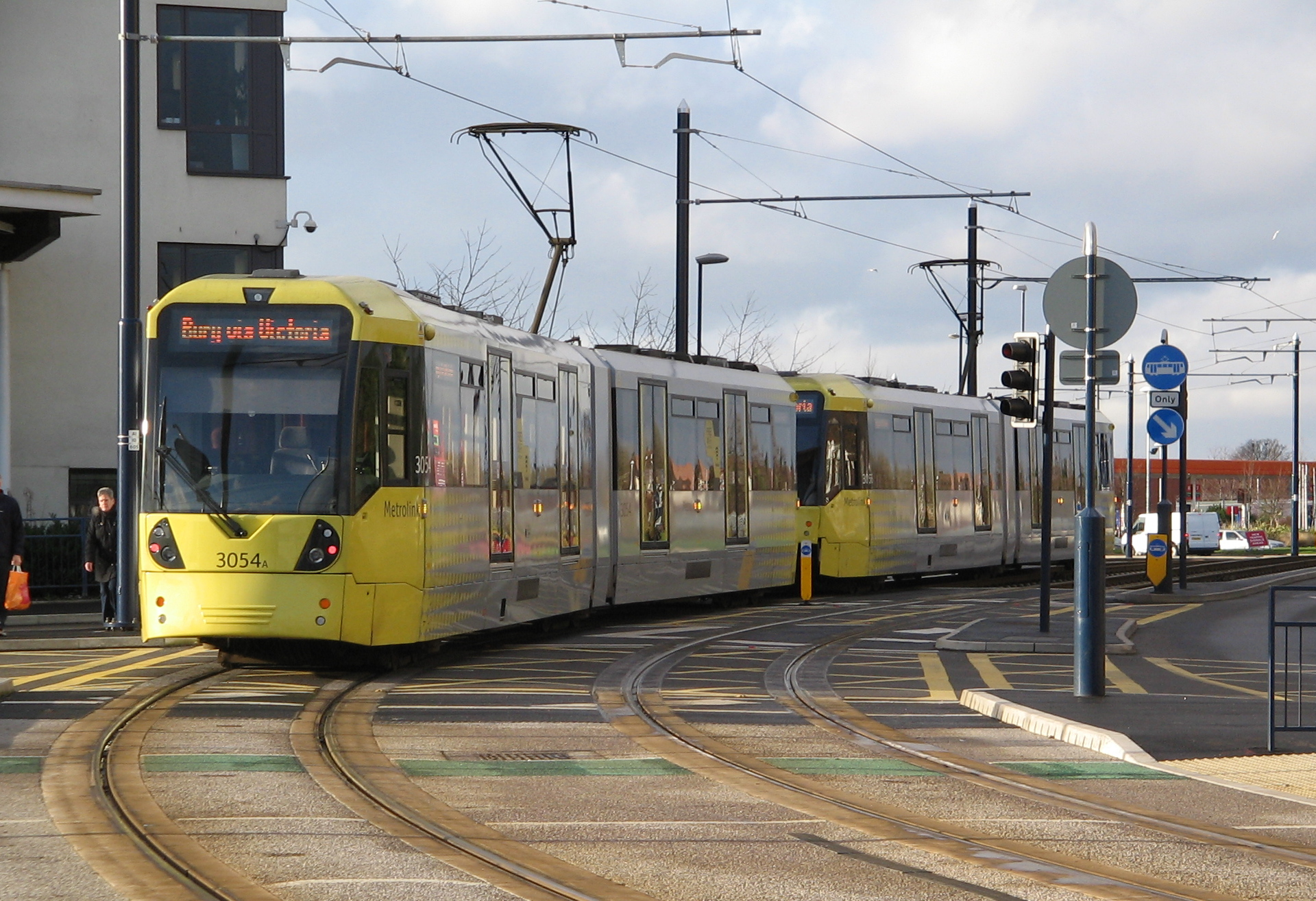
Zwei Wagen des Typs M5000 in Doppeltraktion

Das Rollmaterial von Metrolink besteht zurzeit aus 105 hochflurigen Wagen des Typs Flexity Swift M5000, geplant sind 120. Die ersten neun Wagen wurden im April 2007 bestellt, im Dezember 2009 nahmen die ersten Triebwagen den Verkehr auf. Die älteren Stadtbahnwagen der Typen T-68 und T-68a, die in Italien von AnsaldoBreda gebaut wurden, wurden von 2012 bis 2014 alle außer Dienst gestellt, nur ein einziger Triebzug ist erhalten geblieben.

## Laufende Ausbauten und Planungen
Für 2020 ist die Fertigstellung einer Verbindung zum Trafford Centre geplant. Das Netz wird damit auf 99 Haltestellen und eine Länge von rund 106 km erweitert.

## Betriebliche Besonderheiten
Etwa 600 m der Strecke nach Altrincham werden zwischen Timperley und Navigation Road, inklusive der Haltestelle Navigation Road, eingleisig betrieben. Das östlich liegende Parallelgleis ist nicht an das Metrolink-Gleissystem angebunden und wird exklusiv von den dieselbetriebenen Regionalzügen vom Bahnhof Manchester Piccadilly über Stockport nach Chester benutzt.